# Dreieich
Dreieich – miasto w Niemczech, w kraju związkowym Hesja, w rejencji Darmstadt, w powiecie Offenbach. Leży około 10 km na południe od Frankfurtu nad Menem.

## Miasta partnerskie
- Bleiswijk
- Joinville
- Montier-en-Der
- Oisterwijk
- Stafford